# Municipio de Middletown (Nueva Jersey)
El municipio de Middletown (en inglés: Middletown Township) es un municipio ubicado en el condado de Monmouth en el estado estadounidense de Nueva Jersey. En el año 2010 tenía una población de 66522 habitantes y una densidad poblacional de 432.8 personas por km².

## Demografía
Según la Oficina del Censo en 2000 los ingresos medios por hogar en el municipio eran de $75,566 y los ingresos medios por familia eran $86124. Los hombres tenían unos ingresos medios de $34,196 frente a los $39,921 para las mujeres. La renta per cápita para la localidad era de $32142. Alrededor del 3.1% de la población estaba por debajo del umbral de pobreza.